# Abalessa
Abalessa (em árabe: أبلسة) é uma comuna localizada na província de Tamanghasset, Argélia. Sua população estimada em 2008 era de 9 163 habitantes.